# Lasioglossum kryopetrosum
Lasioglossum kryopetrosum är en biart som beskrevs av Ebmer 2002. Lasioglossum kryopetrosum ingår i släktet smalbin, och familjen vägbin. Inga underarter finns listade i Catalogue of Life.